# Варжен-Гранди-ду-Риу-Парду
Варжен-Гранди-ду-Риу-Парду (порт. Vargem Grande do Rio Pardo) — муниципалитет в Бразилии, входит в штат Минас-Жерайс. Составная часть мезорегиона Север штата Минас-Жерайс. Входит в экономико-статистический  микрорегион Салинас. Население составляет 4957 человек на 2006 год. Занимает площадь 494,089 км². Плотность населения — 10,0 чел./км².
Праздник города — 21 декабря.

## История
Город основан 21 декабря 1995 года.

## Статистика
- Валовой внутренний продукт на 2003 год составляет 13 548 952,00 реалов (данные: Бразильский институт географии и статистики).
- Валовой внутренний продукт на душу населения на 2003 год составляет 2865,68 реалов (данные: Бразильский институт географии и статистики).
- Индекс развития человеческого потенциала на 2000 год составляет 0,598 (данные: Программа развития ООН).